# 까나리

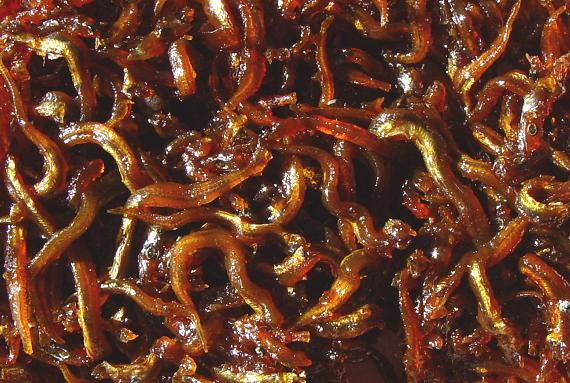
까나리 조림

까나리는 농어목 까나리과의 물고기이다. 몸길이는 15-20cm이며 몸이 가늘고 길다. 배지느러미가 없고 비스듬히 뻗는 153개의 주름이 있다. 등은 회갈색, 배는 은백색이다. 연안의 모래 바닥에 살다가 천적이 오면 모래 속에 숨는다. 밤에도 모래 속으로 들어가며 수온이 19°C를 넘으면 모래 속에서 여름잠을 잔다. 수온이 17°C 이하로 내려가면 모래에서 나와 활동한다. 산란기는 겨울이며 무리를 지어 생활하고 동물성 플랑크톤을 먹고 산다. 한국과 일본·알래스카·시베리아 남쪽·미국 등지에 분포한다. 건제품이나 젓갈을 만들어 먹는다.
대한민국 서해안에서 주로 잡히는 까나리는 동해에서는 양미리라고 불리지만, 실제 양미리(큰가시고기목 양미리과)는 까나리와 다른 물고기 종류이다. 